# Kis Gergő
Kis Gergő Szabolcs (Tapolca, 1988. január 19. –) Európa-bajnok magyar úszó.

## Sportpályafutása
Nevelőedzője Farkas András volt. 2004-es athéni olimpián 1500 méteres gyorsúszásban indult, akkor még csak tisztes szereplést vártak a 16 éves fiútól. Az ötkarikás játékokon a 23. lett. Ebben az évben országos csúcsot úszott 800, 1500 és rövid pályás gyorsúszásban. 2005-ben az ifi Eb-n 400 m vegyesen ezüstérmes lett (Verrasztó Dávid mögött), valamint 1500 m gyorson. 200 méter pillangón aranyérmet szerzett. A rövid pályás Eb-n 400 m gyorson kiesett, 1500 m gyorson országos csúccsal hatodik lett.
A 2006-os mallorcai ifjúsági Európa-bajnokságon 1500 méteren negyedik helyezést ért el és ezüstérmes lett 200 méteres pillangóúszásban 400 méteres vegyesúszásban pedig ifjúsági Európa-bajnok lett. A rövid pályás Eb-n 200 m gyorson 31., 400 m gyorson 10., 1500 m gyorson 9. helyezést ért el.
A 2007-es vb-n betegsége miatt nem indult. Az úszó ob-n 1500 m gyorson országos csúcsot úszott. A táv közben megdöntötte a 800 m magyar csúcsát is. Augusztusban, a párizsi úszógálán negyedik lett 1500 méteres gyorsúszásban. A 2007-es debreceni rövid pályás úszó Európa-bajnokságon 400 méteres gyorsúszásban országos csúccsal a harmadik helyen végzett 1500 méteren pedig ezüstérmes lett. 400 m vegyesen a negyedik, 200 m gyorson a hatodik helyen ért célba.
2008-ban, az eindhoveni Eb-n 800 m gyorson Európa-bajnok (7:51.94), és ezzel az idővel Európa-bajnoki csúcstartó lett. A selejtezőben és a döntőben is országos csúcsot úszott. 400 m gyorson 12. volt, szintén magyar csúccsal. 400 m vegyesen hetedik lett. A pekingi olimpián 400 m vegyes 6. helyen (4:12.84) végzett. A 4 × 200 m-es gyorsváltóval országos csúcsot ért el, de ez nem volt elegendő a döntőbe jutáshoz. 1500 m gyorson 19. lett. A rövid pályás Eb-n 400 m vegyesen második, 400 m gyorson hetedik, 1500 m gyorson hatodik lett.
2009-ben a vb-n 400 m gyorson magyar csúccsal jutott a döntőbe. A fináléban hatodik volt. 400 m vegyesen az ötödik, 200 vegyesen a nyolcadik helyen végzett. A 4 × 200 méteres gyorsváltóban kilencedik volt. A rövid pályás Eb-n betegsége miatt nem indult.
A 2010-es Európa-bajnokságon 400 m gyorson bronzérmes, 800 m gyorson negyedik lett. 400 m vegyesen nem jutott a döntőbe. Bár a selejtezőben a harmadik legjobb eredményt érte el, de egyben a harmadik legjobb magyar is volt. A szabályok szerint azonos nemzetből csak 2 versenyző kerülhetett a döntőbe, így Kis kiesett.
2011 júniusában országos csúcsot ért el 1500 méteren, ami egyben az olimpiai indulást is biztosította részére. A világbajnokságon 800 és 1500 méteren országos csúcsokkal bronzérmet nyert. A rövid pályás Eb-n 1500 méteren 14. lett. Az év végén tagja volt az Európa-válogatottnak.
A 2012-es Európa-bajnokságon 800 m gyorson első, 400 m és 1500 m gyorson második, a 4 × 200 m gyors váltóval bronzérmes lett. Az olimpián 400 méter gyorson ötödik helyen jutott a döntőbe, ahol hatodik helyen végzett. A 4 × 100 méteres gyorsváltóval 14. lett. A 4 × 200 m gyorsváltóval nyolcadik lett a selejtezőben, és a döntőben is. 1500 méter gyorson elmaradva a várakozástól 19. helyen végzett.
Az olimpia után Dubajba szerződött és Chris Tidey edzővel edzett tovább. A 2012-es rövid pályás Európa-bajnokságon 400 méter gyorson a 31., 1500 méter gyorson a 17. helyen végzett. Az Európa-bajnokság után visszatért Dubajból és edzéseit újra Farkas András irányította.
A 2013-as világbajnokságon a selejtezőkben 400 méter gyorson 16., 800 méter gyorson 22., 1500 méteren 21. lett és mindhárom versenyszámban kiesett. A rövid pályás Európa-bajnokság 1500 méter gyorson negyedik, 400 m gyorson 47. helyezést szerzett. A 2014-es úszó-Európa-bajnokságon 400 méter gyorson 8., 800 m gyorson 21., 1500 méteren 20. lett. 2015 októberében az MTK-ba igazolt. A 2016-os úszó-Európa-bajnokságon 400 m gyorson 35., a 4 × 200 m gyorsváltóval hetedik helyezést szerzett.

## Magyar bajnokság
|                 | 2001 | 2002 | 2003 | 2004 | 2005 | 2006 | 2007 | 2008 | 2009 | 2010 | 2011 | 2012 | 2013 | 2014 |
| --------------- | ---- | ---- | ---- | ---- | ---- | ---- | ---- | ---- | ---- | ---- | ---- | ---- | ---- | ---- |
| 100 m gyors     |      |      |      |      |      |      |      | 3.   |      |      |      |      |      |      |
| 200 m gyors     |      |      |      |      |      |      |      | 8.   | 2.   |      |      | 1.   | 2.   |      |
| 400 m gyors     |      |      |      | 1.   | 1.   | 1.   | 1.   | 1.   | 1.   | 1.   | 1.   | 1.   | 1.   | 1.   |
| 800 m gyors     | 6.   | 6.   | 5.   | 1.   | 1.   | 1.   |      |      | 1.   | 1.   | 1.   | 1.   | 1.   | 2.   |
| 1500 m gyors    | 8.   | 5.   | 1.   | 1.   | 1.   | 1.   | 1.   | 1.   | 1.   | 1.   | 1.   | 1.   | 1.   | 2.   |
| 200 m mell      |      |      |      |      |      | 8.   |      |      |      |      |      |      |      |      |
| 200 m pillangó  |      |      |      |      | 2.   | 2.   |      |      | 1.   |      |      |      |      |      |
| 200 m vegyes    |      |      |      |      |      | 4.   | 5.   | 1.   | 1.   | 2.   | 1.   |      |      |      |
| 400 m vegyes    |      |      | 5.   |      | 5.   |      | 2.   | 1.   | 2.   | 1.   |      |      |      |      |
| 4 × 200 m gyors | 6.   |      |      |      | 4.   |      |      |      |      |      |      | 1.   |      |      |

## Rekordjai

### 200 m gyors
- 1:47,39 (2008. augusztus 12., Peking) országos csúcs

### 400 m gyors
- 3:51,02 (2006. július 31., Budapest) országos csúcs
- 3:50,98 (2008. március 18., Eindhoven) országos csúcs
- 3:48,71 (2008. július 9., Budapest) országos csúcs
- 3:46,86 (2009. március 27., Budapest) országos csúcs
- 3:46,38 (2009. június 26., Eger) országos csúcs
- 3:45,68 (2009. július 26., Róma) országos csúcs

### 800 m gyors
- 8:03,53 (2004. július 10., Budapest) országos csúcs
- 8:00,54 (2006. június 13., Bécs) országos csúcs
- 7:58,75 (2007. július 28., Budapest) országos csúcs
- 7:57,33 (2008. március 19., Eindhoven) országos csúcs
- 7:51,94 (2008. március 20., Eindhoven) országos csúcs
- 7:51,93 (2010. augusztus 13., Budapest) országos csúcs
- 7:48,33 (2011. július 26., Sanghaj) országos csúcs
- 7:44,94 (2011. július 27., Sanghaj) országos csúcs

### 1500 m gyors
- 15:17,97 (2004. július 8., Budapest) országos csúcs
- 15:15,34 (2006. július 8., Palma) országos csúcs
- 15:08,20 (2007. július 28., Budapest) országos csúcs
- 15:01,43 (2011. június 5., Barcelona) országos csúcs
- 14:52,72 (2011. július 30., Sanghaj) országos csúcs
- 14:45,66 (2011. július 31., Sanghaj) országos csúcs

### 400 m gyors, rövidpálya
- 3:51,65 (2004. november 14., Hódmezővásárhely) országos csúcs
- 3:43,18 (2006. november 10., Debrecen) országos csúcs
- 3:39,52 (2007. december 13., Debrecen) országos csúcs

### 800 m gyors, rövidpálya
- 7:45,17 (2007. december 15., Debrecen) országos csúcs
- 7:44,34 (2010. december 19., Dubaj) országos csúcs

### 1500 m gyors, rövidpálya
- 15:00,38 (2004. november 13., Hódmezővásárhely) országos csúcs
- 14:54,12 (2005. november 12., Hódmezővásárhely) országos csúcs
- 14:42,08 (2005. december 10., Trieszt) országos csúcs
- 14:29,58 (2007. december 15., Debrecen) országos csúcs

## Díjai, elismerései
- Magyar Köztársasági Bronz Érdemkereszt (polgári tagozat) (2008)[22]
- Junior Prima díj (2009)
- Magyar Ezüst Érdemkereszt (polgári tagozat) (2012)